# Planeación de los Recursos de Distribución
Planificación de los Recursos de Distribución o Distribution Resource Planning (DRP) es un método usado en la administración de negocios para planificar la emisión de órdenes de productos dentro de la cadena de suministro. El DRP habilita al usuario para establecer ciertos parámetros para el control del inventario (como el inventario de seguridad) y calcular el tiempo de fase entre los requerimientos del inventario.

El DRP usa diferentes variables:
- inventario "on-hand" al final de un periodo.
- la demanda de pedidos al final de un periodo.
- la cantidad de producto requerido que se necesita al comienzo de un periodo.
- la cantidad obligada de producto disponible al comienzo de un periodo.
- el tamaño de orden recomendado al comienzo de un periodo.

El DRP necesita de la siguiente información:
- la demanda en un futuro periodo.
- los recibos (notas) al comienzo de un periodo.
- el requerimiento de un "stock" (existencias) de seguridad.
- el inventario "on-hand" al comienzo de un periodo.

## Historia
Los sistemas de planificación de necesidades de material (MRP) han estado en boga desde principios de los años setenta. El enfoque MRP proporciona una visibilidad hacia adelante muy necesaria y la capacidad de coordinar planes para artículos de inventario de demanda dependiente. Sin embargo, los sistemas basados en MRP se centraron principalmente en la planificación de materiales y la organización de actividades en el taller. Por lo tanto, su alcance se limitaba a la función de fabricación. Además de su enfoque limitado, el enfoque MRP también tenía varias debilidades, incluida la ausencia de un mecanismo formal de retroalimentación, especialmente para manejar situaciones en las que se descubrió que el plan material era inviable debido a la escasez de capacidad.
El reconocimiento de las debilidades del enfoque MRP condujo a un ciclo de mejoras. Con estos desarrollos llegó el reconocimiento de la necesidad de adoptar un enfoque más holístico que abarque a toda la organización. Hasta cierto punto, los avances simultáneos en el área de la tecnología informática (tanto hardware como software) facilitaron enormemente el rápido crecimiento de un nuevo enfoque integrado para la planificación de la fabricación. Esto condujo al desarrollo de enfoques generales de planificación de capacidad y planificación de requisitos de capacidad. A su vez, estos desarrollos dieron como resultado una mejor ejecución del plan y facilitaron basar la planificación financiera en el plan de fabricación detallado, lo que condujo a un nuevo cuadro de sistemas conocidos como sistemas de planificación de recursos de fabricación Sridharan (V., LaForge R.L., 2000).
Cómo es de saberse, no todas las unidades de producción distribuyen directamente sus productos hacia los consumidores finales; en algunos casos, la distribución se realiza a lo largo de una red de almacenes situados a los distintos niveles, a través de los cuales van pasando los ítems hasta llegar a los clientes finales.En este tipo de organizaciones o sistemas, el DRP aparece como método alternativo para la planificación y control de los inventarios en dichos casos.
El DRP es una técnica de fases temporales, de programación atrasada que integra la planificación de inventarios de distribución con la planificación de fabricación para asegurar que los materiales correctos estén disponibles cuando sea necesario en el lugar correcto.  El sistema DRP jala el inventario a lo largo del sistema.
Éste término fue acuñado por Martin (1990). consiste en un mejoramiento del MRP tradicional en el que se cumplen y siguen los principios básicos del mismo, con el propósito de realizar una efectiva planeación de todos los recursos en la compañía manufacturera (Kalenatic Dusko). El DRP toma gran fuerza dado el momento de globalización por el que se está atravesando dónde los aspectos de tecnologías de la información son de fácil alcance y relativamente económicos.

## ¿Para qué sirve?
La planeación de recursos de distribución (DRP) se usa para elaborar un plan escalonado de reabastecimiento del inventario para todos los niveles de la cadena de suministro. El sistema DRP proporciona información que identifica las fechas de necesidad, las fechas de reposición y las fechas de pedido para las necesidades materiales. Esta información puede ser unificada dentro del sistema de distribución para proporcionar un conjunto de números para ser utilizados por todos (Swamidass, P. M., 2000).
Proporciona las bases para enlazar el sistema de distribución física con el sistema de planificación y control de la fabricación.

## Cálculo
El cálculo de necesidades en DRP se basa en la aplicación de los conceptos de MRP a distribución, de forma que cada centro emite sus pedidos a los del nivel superior con la antelación suficiente para que sean recibidos en la cantidad y momento adecuado.
Esta técnica realiza un cálculo de requisitos brutos a netos de la demanda y la oferta en cada período de tiempo. Cuando la demanda excede la oferta, el sistema genera un pedido de reabastecimiento planificado y alerta al planificador de que se requiere una acción de reabastecimiento para evitar el desabastecimiento. La complejidad causada por las relaciones de oferta y demanda distribuidas tiene un gran impacto en la elaboración de planes, y la incertidumbre de los recursos es uno de los factores más importantes que deben considerarse seriamente en la optimización del problema (Lin, Wen-Huang, Shou-Ju  and Wei Wang). Para implementar y poner en funcionamiento un sistema DRP se requiere el entrenamiento de todo el personal que interviene en el desarrollo del sistema, desde la alta gerencia hasta los operarios en planta. Además, se debe lograr un alto compromiso de la gerencia. 

## Funciones
Las principales funciones del DRP se encuentran; planificación y emisión de los pedidos de abastecimiento realizados; con base a un sistema de programación maestra, seguimientos de los pedidos de abastecimiento; con el que pretende controlar los pedidos que se encuentran en camino entre el almacén de suministro y el de recepción, asignación de suministros; cuando se da escasez de un ítem dentro de la red de distribución, planificación de la cantidad de envíos; el módulo DRP también tiene en cuenta las limitaciones de capacidad con las que pueden encontrarse los distintos centros de distribución.
Cómo ya sabemos el MRP determina cuándo y cuánto pedir y el DRP, da respuesta; además, al donde mantener el inventario, de forma que el resultado final (en función de los objetivos de la empresa) sea el más adecuado (Domínguez Machuca, 1995).
Aunque sencilla, la DRP puede ser una herramienta efectiva, en especial para los sistemas complejos de distribución multinivel. Dichos sistemas normalmente incluyen una o más capas de centros de distribución intermedios.

## Ventaja principal
La principal ventaja de DRP sobre el ROP tradicional (Reorder Point) es que pueden enfrentar patrones cambiantes de demanda. Sin embargo, mientras el ROP incorpora claramente la incertidumbre en la demanda (es decir, el error de pronóstico), la DRP no lo hace. La DRP es muy parecida a MRP en cuanto a su concepto y ejecución. Para lograr que un sistema DRP cumpla con el objetivo para el cual es desarrollado, se hace necesario que la información que se tome en cuenta sea lo más exacta y confiable posible; tal información tiene que ver con los aspectos utilizados en cada parte del proceso (Nahmias Steven, 2007). 